# バルトロメオ・ペペ
バルトロメオ・ペペ（イタリア語: Bartolomeo Pepe、1962年11月3日 - 2021年12月23日）は、イタリアの政治家。2013年3月15日から2018年3月22日まで元老院議員。

## 経歴
1962年11月3日、イタリアでナポリに生まれた。五つ星運動、その後緑の党連合に所属し、2013年から2018年まで共和国元老院議員を務めた。2021年12月23日、新型コロナウイルス感染症により59歳で死去した。

## 主張
反ワクチンを支持しており、2016年にはイタリア上院でアンドリュー・ウェイクフィールド監督の映画『MMRワクチン告発』の上映を計画したことがある（後に中止された）。
新型コロナウイルス感染症の世界的流行の際には、市民の感染症への恐怖感情を「馬鹿げたヒステリー」と批判していた。